# La Frikipedia
La Frikipedia fue una wiki en clave de humor español. También se la llamaba la enciclopedia extremadamente seria o la enciclopedia paródica como una parodia de Wikipedia en español. Contaba con cerca de 11 230  artículos. La Frikipedia estaba bajo la licencia de documentación libre de GNU. A principios de 2006, el jefe de La Frikipedia decidió clausurar el sitio tras una denuncia de la SGAE. Fue reabierta en 2007 hasta que finalmente el 1 de enero de 2016 fue cerrada nuevamente de forma voluntaria y de manera definitiva debido a las numerosas denuncias y juicios pendientes, sumado a la imposibilidad de sostenerse económicamente.

## Vandalismo
Debido al carácter abierto de La Frikipedia, padeció ataques vandálicos como cualquier otro sitio basado en wiki. Por ejemplo, solían blanquearse páginas, incluir publicidad de otras webs y escribir insultos, problema que era de los más fácilmente identificables y que adolecía de una solución deficiente (en muchos casos, las entradas mantenían referencias a las groserías que, en lugar de haber sido borradas, simplemente aparecían tachadas con una línea horizontal que no impedía leer lo que decían).
Aunque las políticas seguidas por Frikipedia eran bastante permisivas, sus administradores eliminaban cualquier artículo que no cumpliera con los requisitos establecidos y bloqueaban a los usuarios que cometían vandalismo. Esto también trajo el descontento de algunos usuarios.

## Cierre y campaña en apoyo a La Frikipedia

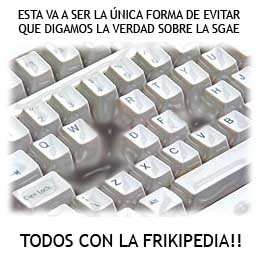
Campaña para reabrir La Frikipedia.

A principios del año 2006 la Sociedad General de Autores y Editores (SGAE) de España demandó al responsable de Frikipedia, Vicente Herrera, por «improperios e insultos», pidiéndole entre 9000 y 12 000 euros de indemnización. El 3 de febrero de 2006 La Frikipedia cerró su web por este motivo. Pedro Farré, director de relaciones institucionales de la SGAE, aseguró que retiraría la demanda «si retira esos contenidos de Internet, se retracta y pide disculpas».
Tras el cierre de la web se puso en marcha una campaña en apoyo a La Frikipedia. Además, el responsable de La Frikipedia abrió una página desde donde recogía pequeños donativos de dos y cinco euros a través del sistema de pagos PayPal con la intención de sufragar los gastos de desplazamiento, abogados y una hipotética pena.

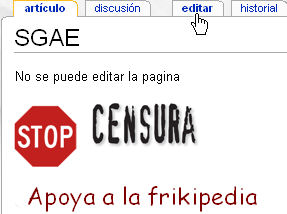
Otra imagen de la campaña de apoyo.

Después de un acuerdo con la SGAE, Frikipedia abrió de nuevo su sitio el 26 de febrero pero sin mencionar a la entidad en sus páginas. Tras el malestar de muchos internautas ante esta medida volvió a cerrar a las pocas horas. Sin embargo, en junio de 2006 volvió a abrir en modo de pruebas; y el no pronunciar a la SGAE quedó sólo como medida mientras tenía lugar el proceso.
Por otro lado, algunos de los artículos de La Frikipedia fueron rescatados desde las cachés de Google y Yahoo!, y llevados a la Uncyclopedia. Esto produjo un notable aumento de la cantidad de artículos en la rama en español de la Uncyclopedia, lo que produjo que se iniciase el proyecto hermano Inciclopedia, con los artículos rescatados, entre ellos el de la SGAE.
El 8 de noviembre de 2007 la Audiencia Nacional de Madrid confirma el fallo que condena a su editor Vicente Herrera a pagar 600 euros de indemnización a la gestora y a su directivo Pedro Farré y las costas judiciales.

## Cierre definitivo
El 1 de enero de 2016, La Frikipedia anunció su cierre definitivo con el siguiente mensaje: Después de más de diez años de ingeniosas chifladuras decimos adiós. Los motivos son varios. En primer lugar, hemos llegado a un punto en que hemos quedado asfixiados de amenazas, demandas y denuncias. El caso más sonado fue, probablemente, nuestro litigio con la SGAE; pero a lo largo de nuestra andadura, sobre todo en los últimos años, hemos sufrido denuncias y amenazas prácticamente cada semana.
Muchos de los artículos de la página fueron trasladados a Inciclopedia, también parodia de Wikipedia pero de la familia Uncyclopedia.

## Características
En la portada aparecía paradójicamente la frase  «¡Bienvenidos a La Frikipedia! La enciclopedia que antes molaba». Las entradas de La Frikipedia solían ser disparates, de poco o nulo parecido con la realidad, debido a que era realmente un sitio creado para satirizar y criticar. No obstante, en ocasiones su contenido podía llegar a ser simpático, pero siempre cómico.
Por ejemplo, el artículo sobre Lucifer de La Frikipedia aseguraba que «era una bestia de color sangre que había sido causante de las mayores calamidades». Otros artículos afirmaban que «la Pepsi está formada por deuterio» y "los submarinos vienen en varios colores, amarillo entre ellos, pero téngase cuidado con ellos, especialmente si se mojan".
La Frikipedia también contaba con un chat público en el que todos podían conectarse y hablar con los demás usuarios, también permitía a los usuarios crear sus propias encuestas o votar en las encuestas de los otros usuarios.
Desde 2005 hasta 2015, esta página se usó como el equivalente de la Encyclopedia Dramatica debido a que sus políticas de edición eran completamente permisivas, además de dedicarse artículos para países fuera de España, como Argentina en el caso de Los Wachiturros y Perú en el caso de Whatdafaqshow.

## Galería
| Portada de 2005                             |
| Portada de Frikipedia.isdifferent.com 2005. |

| Portada de 2007 Frikipedia.isdifferent.com  |
| Portada de Frikipedia.isdifferent.com 2006. |

| Portada de 2015                             |
| Portada de Frikipedia.isdifferent.com 2007. |

|                                |
| Portada de Frikipedia.es 2006. |

|                                |
| Portada de Frikipedia.es 2007. |

|                                |
| Portada de Frikipedia.es 2008. |

|                                |
| Portada de Frikipedia.es 2009. |

|                                |
| Portada de Frikipedia.es 2010. |

|                                |
| Portada de Frikipedia.es 2011. |

|                                |
| Portada de Frikipedia.es 2012. |

|                                |
| Portada de Frikipedia.es 2013. |

|                                |
| Portada de Frikipedia.es 2014. |

|                                |
| Portada de Frikipedia.es 2015. |